# Helmholtz (cráter)

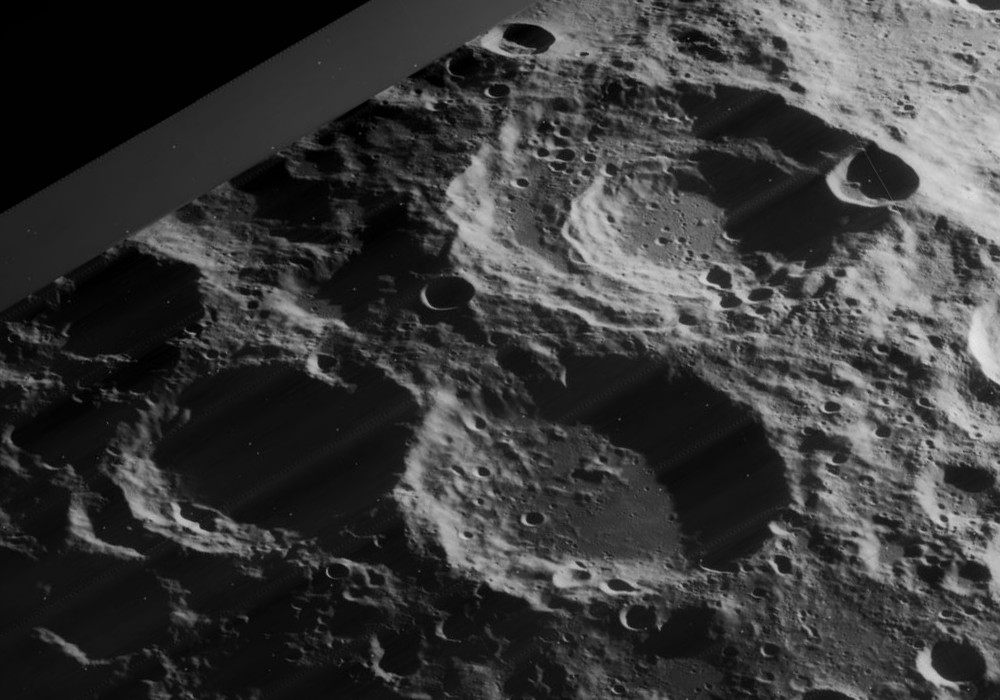
Vista oblicua de los cráteres Boussingault (arriba derecha), Helmholtz (abajo derecha), y Neumayer. Fotografía de la misión Lunar Orbiter 4 (1967)

Helmholtz es un cráter de impacto que se encuentra cerca del limbo sur-sureste de la Luna. Junto al borde sur-sureste de Helmholtz se halla el cráter algo más pequeño Neumayer, con el cráter de mayor tamaño Boussingault casi unido al borde oeste-suroeste.
El exterior del brocal de Helmholtz está desgastado y redondeado, aunque no se interrumpe significativamente. El límite de su borde todavía se puede discernir alrededor del perímetro, aunque varios pequeños cráteres afectan al borde interior. Uno de estos cráteres se sitúa sobre de la pared interior sureste, y otros dos ocupan la pared interior opuesta al noreste. También se localiza una pareja de cráteres más pequeños en el límite del borde norte.
La mitad norte de la plataforma interior aparece nivelada, solo marcada por impactos muy pequeños. El suelo del lado sur es más irregular debido a la superposición de materiales eyectados por Neumayer y Boussingault, y está marcado por dos pequeños cráteres en el sureste. No presenta pico central.

## Cráteres satélite
Por convención estos elementos se identifican en los mapas lunares colocando la letra en el lado del punto medio del cráter que está más cercano a Helmholtz.
|           | \| Helmholtz \| Coordenadas \| Diámetro \| \| --------- \| ----------------------------- \| -------- \| \| A \| 64°24′S 51°30′E / -64.4, 51.5 \| 16 km \| \| B \| 67°48′S 68°24′E / -67.8, 68.4 \| 10 km \| \| D \| 66°18′S 54°18′E / -66.3, 54.3 \| 46 km \| \| F \| 64°18′S 60°06′E / -64.3, 60.1 \| 53 km \| \| H \| 64°30′S 65°12′E / -64.5, 65.2 \| 18 km \| \| J \| 64°48′S 67°48′E / -64.8, 67.8 \| 22 km \| \| M \| 65°12′S 51°06′E / -65.2, 51.1 \| 21 km \| \| N \| 64°48′S 50°06′E / -64.8, 50.1 \| 13 km \| \| R \| 63°30′S 54°42′E / -63.5, 54.7 \| 12 km \| \| S \| 64°18′S 56°36′E / -64.3, 56.6 \| 31 km \| \| T \| 65°42′S 59°42′E / -65.7, 59.7 \| 31 km \| |          |
| Helmholtz | Coordenadas | Diámetro |
| A         | 64°24′S 51°30′E / -64.4, 51.5 | 16 km    |
| B         | 67°48′S 68°24′E / -67.8, 68.4 | 10 km    |
| D         | 66°18′S 54°18′E / -66.3, 54.3 | 46 km    |
| F         | 64°18′S 60°06′E / -64.3, 60.1 | 53 km    |
| H         | 64°30′S 65°12′E / -64.5, 65.2 | 18 km    |
| J         | 64°48′S 67°48′E / -64.8, 67.8 | 22 km    |
| M         | 65°12′S 51°06′E / -65.2, 51.1 | 21 km    |
| N         | 64°48′S 50°06′E / -64.8, 50.1 | 13 km    |
| R         | 63°30′S 54°42′E / -63.5, 54.7 | 12 km    |
| S         | 64°18′S 56°36′E / -64.3, 56.6 | 31 km    |
| T         | 65°42′S 59°42′E / -65.7, 59.7 | 31 km    |